# 小動脈
小動脈（英語：Arteriole，又称为微动脉）是大動脈微小的分支，一端接大動脈，另一端接微血管。功能是推進血液，使其到達微血管，進行養分吸收，再透過細靜脈、大靜脈運回心臟，完成血液體循環。